# Jaspis novaezealandiae
Jaspis novaezealandiae är en svampdjursart som beskrevs av Arthur Dendy 1924. Jaspis novaezealandiae ingår i släktet Jaspis och familjen Ancorinidae. Inga underarter finns listade i Catalogue of Life.